# Число Булыгина
Число Булыгина ({\displaystyle \mathrm {Bu} }) — критерий подобия, в теории сушки, равное отношению теплоты парообразования к теплоте, необходимой для нагрева жидкости до кипения. Оно определяется следующим образом:
{\displaystyle \mathrm {Bu} ={\frac {\Lambda \zeta \Delta p}{c\Delta T}},}
где
- {\displaystyle \Lambda } — удельная теплота парообразования жидкости;
- {\displaystyle \zeta ={\frac {d(u_{1}+u_{4})}{dp}}} — коэффициент ёмкости влажного воздуха в пористом теле;
- {\displaystyle u_{1}} — влагосодержание парообразной влаги (%);
- {\displaystyle u_{4}} — содержание сухого воздуха в порах и капиллярах тела (%);
- {\displaystyle c} — удельная теплоёмкость влажного тела;
- {\displaystyle \Delta p} — разность давления внутри и снаружи тела;
- {\displaystyle \Delta T=T-T_{0}} — разность конечной и начальной температур.